# Jean-Elvis Ebang Ondo
Jean-Elvis Ebang Ondo est un écrivain gabonais  nommé chef de département de français à l'École normale d'instituteurs de Libreville en 2010,,,.
Il a notamment joué un rôle dans la lutte des crimes rituels au Gabon,,,,,. 

## Œuvres
- Manifeste contre les crimes rituels au Gabon, Éditions L'Harmattan, 2010, 136 p.  (ISBN 978-2-296-12320-5)
- Guide de l'observatoire national des élections au Gabon, Éditions L'Harmattan, 2011, 64 p.  (ISBN 978-2-296-45379-1)
- Souffrir et faire souffrir. Comprendre la réalité des crimes rituels au Gabon, Books on Demand, 2019, 420 p.  (ISBN 978-2-322-12705-4)